# Jüdische Gemeinde Mladá Vožice
Die Jüdische Gemeinde in Mladá Vožice (deutsch Jung Woschitz, auch Jungwoschitz), einer Stadt im Bezirk Okres Tábor in Tschechien, bestand vom 17. Jahrhundert bis zum Ausbruch des Zweiten Weltkrieges.

## Geschichte
Eine jüdische Besiedlung von Mladá Vožice soll zum ersten Mal Mitte des 17. Jahrhunderts erwähnt worden sein; Anfang des 18. Jahrhunderts soll es in der Gemeinde eine bereits konstituierte jüdische Gemeinde gegeben haben. Bis zur Mitte des 19. Jahrhunderts wurde die Ansiedlung in Mladá Vožice nur für acht jüdische Familien genehmigt. Danach stieg ihre Anzahl bis auf 169 Personen in 1890, danach sank die Zahl kontinuierlich, bis sich beim Zensus in den 1930er Jahren nur noch 37 Personen als Juden ausgegeben haben. Während des Zweiten Weltkriegs wurden die Juden deportiert und die meisten von ihnen starben im Konzentrationslager Auschwitz oder im weißrussischen Vernichtungslager Maly Trostinez. Überlebende sind nicht bekannt.
Die Gemeinde verfügte ebenfalls über einen Friedhof, der sich allerdings zwischen der Einöde Elbančice und dem Dorf Vilice befand, auf einem zur Gemeinde Běleč gehörenden Kataster, und etwa vier Kilometer entfernt liegt.

### Anmerkung
1. ↑  In Ottův slovník naučný (Ottos Lexikon, in 27. Bänden, 1888–1909) wird im Stichwort Vožice, Bd. 27 (1907), S. 990, für das Jahr 1900 die Zahl 513 genannt, was den anderen Zahlen stark widerspricht; hier zitiert nach Muzeum České Sibiře, online auf: www.ceskasibir.cz/...